# Эббе, Джеймс
Джеймс Эббе (англ. James Edward Abbe; 17 июля 1883 — 11 ноября 1973) — американский фотограф, журналист.

## Биография
Джеймс Эббе родился в 1883 году в Альфреде (штат Мэн). Его карьера в качестве международного фотографа укрепилась благодаря комиссии из Washington Post, которая поручила ему путешествовать и фотографировать 16-дневный рейс с американским флотом линкора в Англию и Францию в 1910 году. Много лет спустя он путешествовал по всей Европе в качестве молодого фотожурналиста в конце 1920-х и начале 1930-х годов, запечатлевая нестабильную борьбу за власть в начале 20-го века. Тем не менее, он впервые сделал себе имя, фотографируя театральных звезд Нью-Йоркской сцены, а затем кинозвезд в Нью-Йорке, Голливуде, Париже и Лондоне на протяжении 1920-х и 1930-х годов. Его необычная техника работы вне студии выделяла его среди других фотографов того периода. Чтобы заработать деньги, Эббе продал свои фотографии журналам, таким как Vogue и Vanity Fair, которые принесли его сюжетам большую славу.

## Знаменитые фотографии
Самые знаменитые портреты Эббе — это совместные портреты звезд немого кино Рудольфо Валентино и его жены Наташи Рамбовой, Лилиан и Дороти Гиш, а также танцоров, в том числе сестер Долли и Анны Павловой, которые были сделаны в 1920-х годах. Отражая изменение моды в журналах, Эббе стал одним из первых фотокорреспондентов, представивший свои фотографии в крупных изданиях, включая The London Magazine, Vu и the Berliner Illustrirte Zeitung. Он, также делал фотографии во время Гражданской войны в Испании и во времена восстания нацистов в Германии. «Его жизнь могла бы стать сюжетом для хорошего фильма», — сказала его дочь Тилли. В 1920-30—е годы Эббе фотографировал политиков, звезд эстрады и кино — Гитлера и Муссолини, Чарли Чаплина и Жозефину Бейкер.
Он совершил самый большой переворот в своей карьере, когда в 1932 году приехал в Кремль и, по словам Тилли, «обманул» Сталина, чтобы тот позировал ему. В итоге получился редкий снимок улыбающегося советского диктатора. Этот портрет Иосифа Сталина был лихо использован, чтобы остановить слухи о смерти Советского лидера. "Он назвал свою фотографию «билетом» в мир, — сказала Тилли. «Отчасти из-за него я стала танцовщицей. На самом деле, меня назвали в честь танцовщицы, которую он фотографировал, Тилли Лош. Он любил балет, и его любимым объектом для фотографии была Анна Павлова. Я знала, как он любит танцоров, и, конечно, для меня было очень важно угодить отцу.»

## Личная жизнь
Эббе был женат четыре раза и имел восемь детей. Он впервые женился в 1905 году на Элоизе Тернер, которая умерла в ноябре 1907 года. 

Его второй брак был с Филлис Эдвардс, учительницей из Ричмонда, на которой он женился в 1909 году и с которой имел трех детей Элизабет (Бет), родившаяся в 1910 году, Филлис, родившаяся в 1911 году и Джеймса, родившегося в 1912 году. Джеймс тоже стал фотографом, а затем торговцем антиквариата и работал в 1940-х годах в Harper’s Bazaar.
Второй брак распался, когда Джеймс Эббе отправился в Италию в 1922 году с бывшей танцовщицей Зигфельдей Полли Платт (урожденная Мэри Энн Шоррок), которая была частью команды, снимавшей Рональда Колмана и Лиллиан Гиш в Белой сестре (1923) в Риме и Неаполе. После завершения съемок Эббе поселился в Париже, где его новая жена Полли родила первого из трех детей, Шоррок Эббе 22 июля 1924 года, а затем Ричарда У. Эббе (1926—2000), а затем Джона Эббе (родился 1927).

В конце 1930-х годов третий брак Эббе с бывшей танцовщицей Зигфельдей Полли Шоррок закончился разводом. После неудачи этого брака он женился на Ирэн Кэби, матери балерины и учителя танцев Тилли (Матильда) и Малинды (Линда) Эббе. Согласно интервью 2006 года с его дочерью, Тилли Эббе, он был женат три раза, прежде чем встретил её мать, Ирэн, и бросил свою третью жену и трех детей, чтобы жениться на ней. Тилли родилась, когда её отцу было 56 лет, что было бы около 1939 года.
Один из некрологов упоминает, что у неё была выжившая (предположительно, сводная)сестра Линда.

## Книги
Книга Джеймса Эббе «Я фотографирую Россию» была опубликована в 1934 году. Эта работа включает восемьдесят фотографий, сделанных Джеймсом Эббе.
«Звезды двадцатых годов» (Stars of the Twenties), фотограф Джеймс Эббе, текст Мэри Дон Эрли, введение Лилиан Гиш. (1975) Лондон.
Его авторству также принадлежит большой альбом фотографий, сделанных в Испании в годы Гражданской войны (1937-38).